# Департман за педагогију Филозофског факултета у Нишу
Департман за педагогију је организациона јединица Филозофског факултета у Нишу у оквиру које се студентима омогућава да стекну научна и стручна знања у области васпитања и образовања. Савладавањем Студијскиог програма основних академских студија на овом департману стиче се академско звање: дипломирани педагог.

## Историјат
Департман за педагогију основан је 27. децембра 1999. године као Студијска група за педагогију одлуком Управног одбора Филозофског факултета Универзитета у Нишу. Наставно-научно веће Филозофског факултета у Нишу усвојило је први наставни план студија педагогије 16. марта 2000. године. Исте године уписани су први студенти Студијске групе за педагогију. Отпочео је са радом ангажовањем два наставника на самом департману и четири наставника са других департмана Филозофског факултета. Оснивач и први Управник департмана био је проф. др Миомир Ивковић, наставник са Департмана за социологију. Први наставник избран на Департману по расписаном конкурсу био је проф. др Јовица Ранђеловић. 
Ниво мастер студија на Департману је први пут акредитован 2010. године, а ниво докторских студија 2017. године.

## Студијски програми
Студијски програми Департмана за педагогију нуде студентима знања из различитих педагошких дисциплина и њој сродних наука које помажу мултидисциплинарном сагледавању педагошких проблема. Настава се одвија на сва три нивоа студија, док на нивоу мастер студија постоји два модула:
- Основне академске студије педагогије
- Мастер студије педагогије
  - Мастер педагогог (модул 1)
  - Мастер социјални педагог (модул 2)
- Докторске студије педагогије

## Наставници и сарадници
Током периода развоја Департман је сарађивао са многим еминентним српским педагозима, од којих су многи редовно држали наставу на Департману. То су др Бране Микановић, др Грозданка Гојков, др Ненанд Сузић, др Радмила Николић, др Раденко Круљ, др Радивоје Кулић, др Радован Грандић, др Стојан Ценић, и други. Департман за педагогију данас чини дванаест чланова: три наставника у звању редовни професор, два наставника у звању ванредни професор, четири доцента, два асистента и један сарадник у настави. Управник департмана је доц. др Зоран Станковић.

## Научне активности и међународна сарадња
- Департман за педагогију издаје научни часопис Годишњак за педагогију
- Као организациона јединица Департмана постоји и Центар за педагошка истраживања
- Наставници и сарадници учествују у различитим домаћим и међународним пројектима
- Организује размене студената преко Еразмус+ програма